# ヒューストン・アストロズのサイン盗み問題

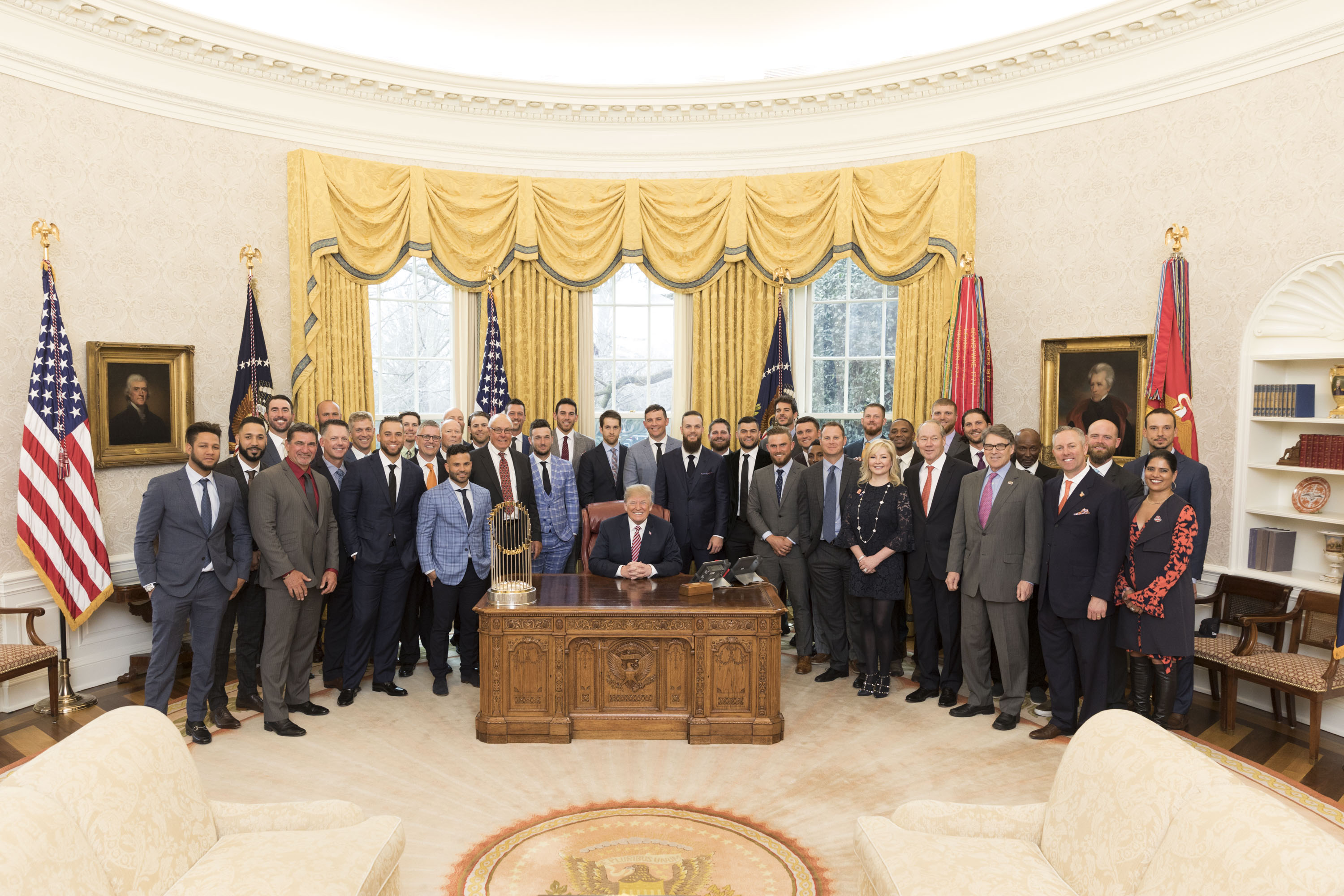
2017年のワールドシリーズで優勝したヒューストン・アストロズによるホワイトハウス訪問。問題の発覚以降、この優勝の正当性が疑問視された。

ヒューストン・アストロズのサイン盗み問題（ヒューストン・アストロズのサインぬすみもんだい）は、2019年11月に発覚したメジャーリーグベースボール（MLB）のスキャンダルである。2017年から2018年にかけて、ヒューストン・アストロズに所属する複数の選手が試合中にビデオカメラを用いてサイン盗みを行ったことにより、当時のアストロズの監督らが処分を受けた。
アストロズのサイン盗みに関する疑惑は、2019年11月に『ジ・アスレチック』に掲載された記事で初めて具体的に報じられた。アストロズの選手やスタッフは、外野席にあるビデオカメラの映像を通して、相手チームが出すサインをダッグアウトの裏で確認し、ごみ箱を叩くなどの様々な合図を送って打者に次の球種を伝えていた。MLBによる調査報告書では、アストロズはワールドシリーズで優勝した2017年シーズン、および翌年の2018年シーズンの一部で、カメラを不正に使用したサイン盗みを実行していたことが報告された。
MLBはアストロズに対し、最高額である500万ドルの罰金と、2020年と2021年のドラフトにおける1巡目と2巡目の指名権の剥奪、アストロズGMのジェフ・ルーノウと監督のA.J.ヒンチに対する2020年シーズン終了時までの停職処分という厳しい処分を下した。アストロズは処分が発表された当日に両者を解任した。MLBによる調査では、ボストン・レッドソックス監督のアレックス・コーラやニューヨーク・メッツ監督のカルロス・ベルトランも、2017年のアストロズ在籍時にサイン盗みの指示に関わっていたことが判明したため、両者とも球団によって解任された。MLBはアストロズの選手への処分や、2017年のワールドシリーズのタイトルの剥奪は実施しなかった。
一連の問題が発覚した後、2017年にアストロズでプレーした選手は様々な形で謝罪した。多くの他球団の選手やファンは、アストロズの行為やMLBの対応を批判した。この問題に関して、アストロズやMLBに対する訴訟も複数行われた。

## 背景

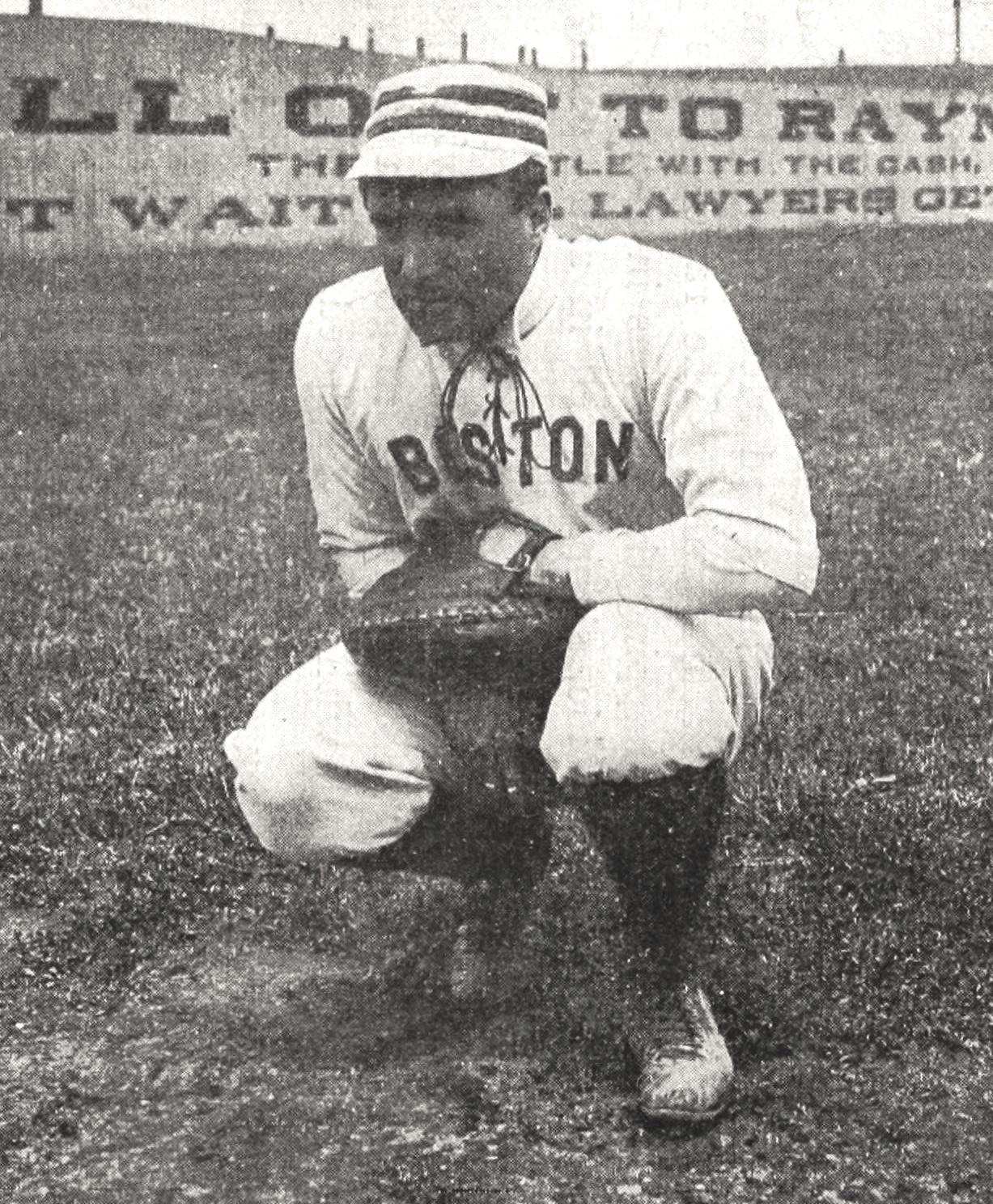
サインを実演する捕手のマラカイ・キットリッジ（1903年ごろ）

長い間、サイン盗みは野球の一部であり、ルールに違反するものではないと考えられていた。『ニューヨーク・タイムズ』は、サイン盗みは「野球における芸術のようなもの」で、「容認され、称賛さえされた」と記した。ESPNによると、サインを盗むことを得意とする選手やコーチも存在するという。
メジャーリーグベースボール（MLB）は、サインを盗むためにテクノロジーを使用することに古くから難色を示していた。1961年、ナショナルリーグはサインを盗むために「機械的な装置」を使用することを禁止した。当時、MLBは電子機器を明確に禁止していなかったが、2001年には、球団が主にサイン盗みを目的として試合中に電子機器を使用したコミュニケーションをとることはできないという覚書を公表した。2017年9月、ボストン・レッドソックスがスマートウォッチを使用してサインを盗もうとしたことで罰金を科された後、MLBコミッショナーのロブ・マンフレッドは、今後同様の電子機器を使用したサイン盗みが起きた場合、「ドラフトの指名権の剥奪など、より厳しい処分の対象となる」と警告する覚書を全30球団に向けて公表した。
2014年、ビデオ判定の拡大の一環として、MLBの全30球団はスタジアム内にライブカメラ映像を見ることができるビデオ判定用の部屋を設置することが許可され、ダッグアウトはその部屋のスタッフとコミュニケーションをとることができるようになった。MLBは、この部屋がサイン盗みなどの目的にも使用できることが分かったため、2018年のポストシーズンの間、それぞれの部屋にリーグ職員が1人ずつ配備された。
2019年シーズンの開幕前に、MLBはライブカメラ映像の使用を制限することについて、MLB選手会と合意に達した。これにより、映像をリアルタイムで見ることができるのはビデオ判定用の部屋に配備されたリーグ職員のみで、それ以外の者は8秒遅れの映像しか見ることができなくなった。この新しい規則は「2本のファウルポールの間の外野にある全ての非放送用のカメラ」が対象であり、スコアボードに表示される映像に対する制限も強化した。
ヒューストン・アストロズは2017年シーズンにアメリカンリーグ西地区で101勝61敗を記録して1位となった。同年のアメリカンリーグディビジョンシリーズではレッドソックスを3勝1敗で、アメリカンリーグチャンピオンシップシリーズではニューヨーク・ヤンキースを4勝3敗で下し、リーグ優勝を果たした。その後のワールドシリーズでは、アストロズはロサンゼルス・ドジャースを4勝3敗で下し、球団史上初のワールドシリーズ優勝を果たした。アストロズは2018年にも103勝59敗を記録しアメリカンリーグ西地区で1位となったが、アメリカンリーグチャンピオンシップシリーズではレッドソックスに敗れた。アストロズは2019年にアメリカンリーグチャンピオンシップシリーズで2年ぶりのリーグ優勝を果たしたが、ワールドシリーズではワシントン・ナショナルズに敗れた。

## サイン盗みの臆測と告発
アストロズのサイン盗みに関する臆測は発覚の数年前から広まっていた。電子機器を使用したサイン盗みへの懸念はリーグ全体で大きく、アストロズ以外にもサイン盗みの疑いがかけられていた。2019年にこの問題が発覚した後、2017年のワールドシリーズでのサイン盗みについて、ドジャース編成本部長のアンドリュー・フリードマンは「当時、それについて多くの臆測が存在していた」と語った。2018年のアメリカンリーグディビジョンシリーズでは、クリーブランド・インディアンスはアストロズの職員がダッグアウトで写真を撮影しているのを発見し、同年のアメリカンリーグチャンピオンシップシリーズでアストロズと対戦するレッドソックスに警告した。このチャンピオンシップシリーズでは、同じ人物がレッドソックスのダッグアウトの写真を撮影している様子が発見された。ヤンキースは、2019年のアメリカンリーグチャンピオンシップシリーズ第1戦で打者にサインを伝えるために鳴らされたと思われる口笛について調査するようMLBに要請したが、MLBは不正行為は見つからなかったと述べた。アストロズ監督のA.J.ヒンチはヤンキースの非難に対して、「馬鹿げていて笑ってしまった。もしヤンキースなどの球団をイライラさせるためにこのようなことが必要であると知っていたら、スプリングトレーニングで練習していただろう」とあざ笑った。ヤンキースは、アストロズが同シリーズ第6戦で、盗んだサインを伝えるために外野の中堅にあるフェンスの奥でライトを点滅させたと主張したとも報じられている。
2019年のワールドシリーズを前に、MLB競技運営最高責任者のジョー・トーリとリーグ職員らは、両球団のGMと監督と共に会議を開き、ダッグアウトや捕手を映すカメラの使用や、ダッグアウト内での電子機器の使用に対する警告を行った。ナショナルズの複数の選手は、リーグの他の選手からの連絡で、アストロズに関する警告を受けた。ナショナルズの選手の1人は匿名で『ワシントン・ポスト』の取材に応じ、「アストロズと対戦することが決まると、多くの人がやって来て、彼らが何をやっているのかを教えてくれて驚いた」と語った。ナショナルズは、ワールドシリーズでアストロズにサインを盗まれることを防ぐために、サインを組み合わせた複雑なシステムを取り入れた。

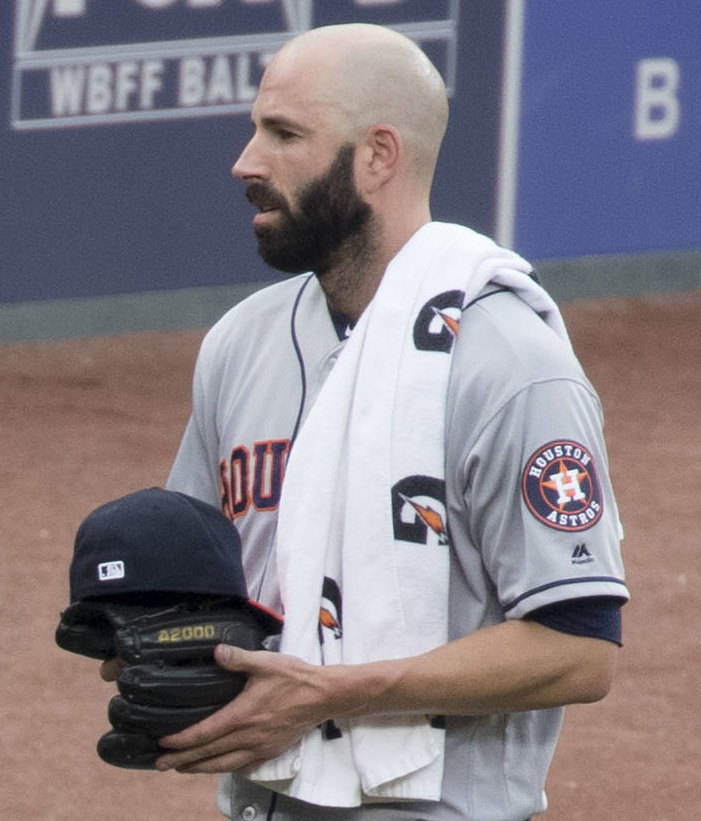
サイン盗み問題について暴露したマイク・ファイヤーズ（2017年）

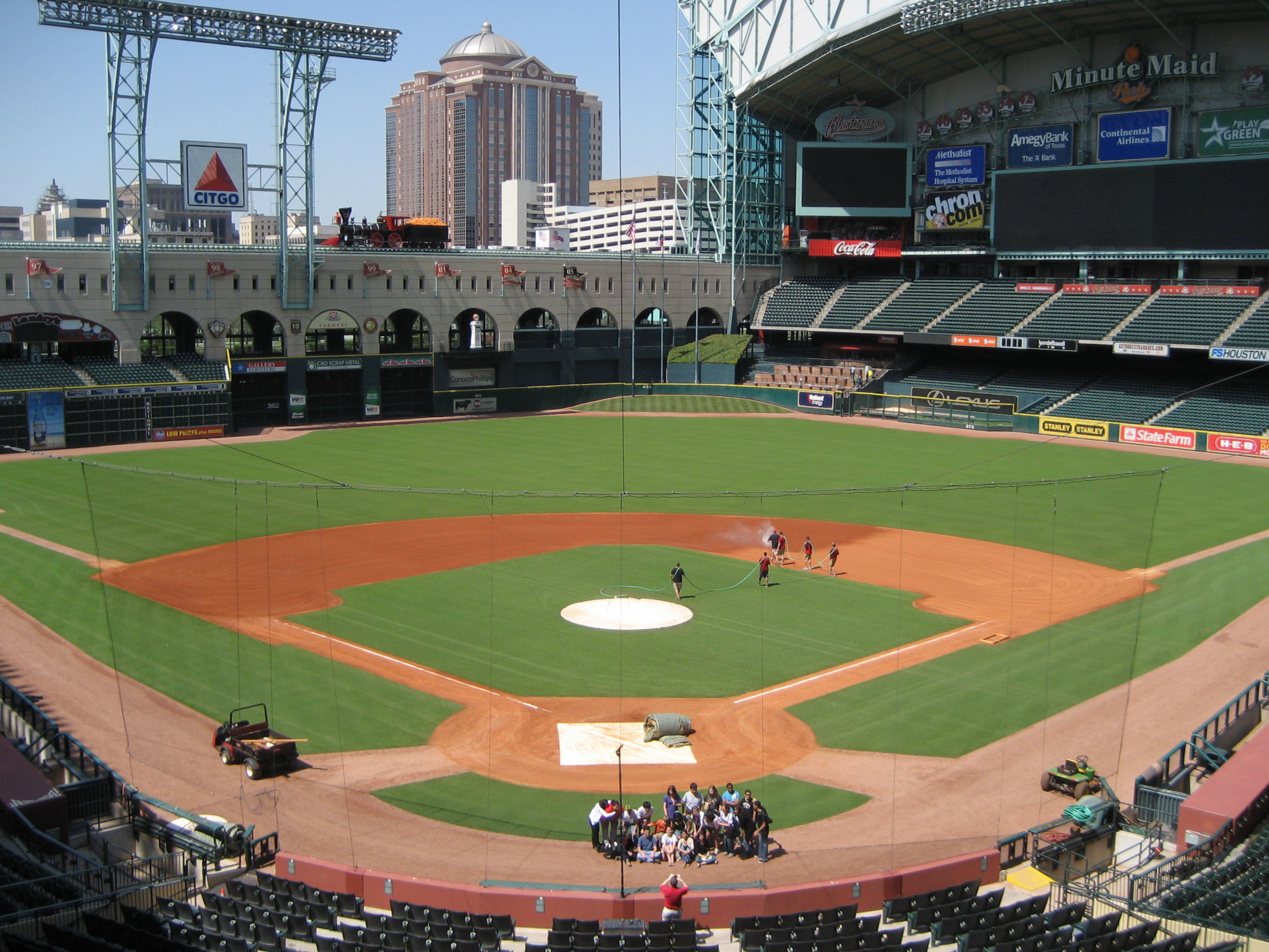
アストロズのホーム球場であるミニッツメイド・パーク（2010年、名称は当時）

2019年11月12日、ジャーナリストのケン・ローゼンタールとエバン・ドレリッチが『ジ・アスレチック』に掲載した記事で、アストロズが電子機器を用いたサイン盗みに関与していたという疑惑が初めて具体的に報じられた。2017年にアストロズでプレーした投手のマイク・ファイヤーズのほか、匿名を条件に取材に応じた選手もいた。ファイヤーズは、外野の中堅にあるカメラの映像がミニッツメイド・パークのアストロズのダッグアウトの裏にある通路に送られ、その後アストロズの選手やスタッフがごみ箱を叩き、打席にいる打者に次の球種を指示していたと主張した。MLBはこの記事が公開された翌日に調査を開始した。アストロズGMのジェフ・ルーノウは、アストロズの経営陣が「MLBと協力して疑惑を調査するつもりである」と述べた。
インターネット・スポーツ・パーソナリティのジョムボーイは、サイン盗みが行われている試合の切り抜き動画をYouTubeとTwitterに投稿した。ジョムボーイによると、アストロズ対シカゴ・ホワイトソックスの試合の切り抜き動画の1つでは、ホワイトソックスの捕手のケバン・スミスが投手のダニー・ファーカーにチェンジアップを投げるよう指示する度に、大きな音が明確に聞こえ、また、試合中にホワイトソックスがアストロズのサイン盗みを阻止するためにサインを変更すると、この音は止んだという。ジョムボーイはこの「動揺させる」一連の出来事により、アストロズはテクノロジーを利用せずにサインを得ることができないことを証明したと主張した。ソーシャルメディアでは、ジョムボーイに協力し、アストロズのサイン盗み計画を明らかにしようとして切り抜き動画を投稿する者もいた。ESPNのジュン・リーは「ソーシャルメディアの調査スキル」が証拠となる動画を見直すために必要な時間を短縮し、リーグの調査を方向付ける一助となったと認めた。
その後の『ジ・アスレチック』では、アストロズの幹部が、2017年8月にスカウトに対してサイン盗みを手伝うように要請し、カメラを使用することを提言するメールを送信したと報じられた。その後の数週間で、口笛などのその他の手段でサインを伝えていたというさらなる疑惑が表面化した。アストロズが盗んだサインを打者に伝えるためのより進歩した方法を考案したという臆測も存在していた。『ニューヨーク・ポスト』のジョエル・シャーマンは、「私はここ数日間で、選手の体に電子的装置を用いた本物そっくりの包帯を巻きつけ、リアルタイムで振動して次の球種を伝えるなどといった、これまでに使用されたり、使用される可能性のあった様々な手法について、スカウトや幹部から話を聞いた」と報じた。2020年2月、『ワシントン・ポスト』は、10から12の球団が、何年もの間アストロズによるサイン盗みの可能性について不満を漏らしていたと報じた。
アストロズ経営陣の大半は、調査の間、公に何かを発信することはなかった。『ジ・アスレチック』の最初の記事が公開された翌日、2017年にアストロズでプレーし、2019年のオフシーズンにニューヨーク・メッツの監督に就任したカルロス・ベルトランは、この件について何も知らなかったと否定した。ヒンチはウインターミーティング中に記者会見に現れ、MLBに協力していると述べたが、それ以上のコメントは控えた。MLBが調査結果を発表する前の1月に公開された『ヒューストン・クロニクル』の記事では、アストロズ遊撃手のカルロス・コレアはファイヤーズが告発したことに驚きを表した。ジョー・マスグローブは「私はその時、ダッグアウトにもいなかった」と語り、アレックス・ブレグマンやジョージ・スプリンガーはコメントを控えた。
ローゼンタールは最初の記事から1週間後、自身とドレリッチは「他の多くの球団による違反の可能性についても聴取しており、今後も聴取を続ける」と記した。このサイン盗み問題は、オフシーズンのGMミーティングやウインターミーティングでも話題の中心となった。

## MLBによる調査報告と処分

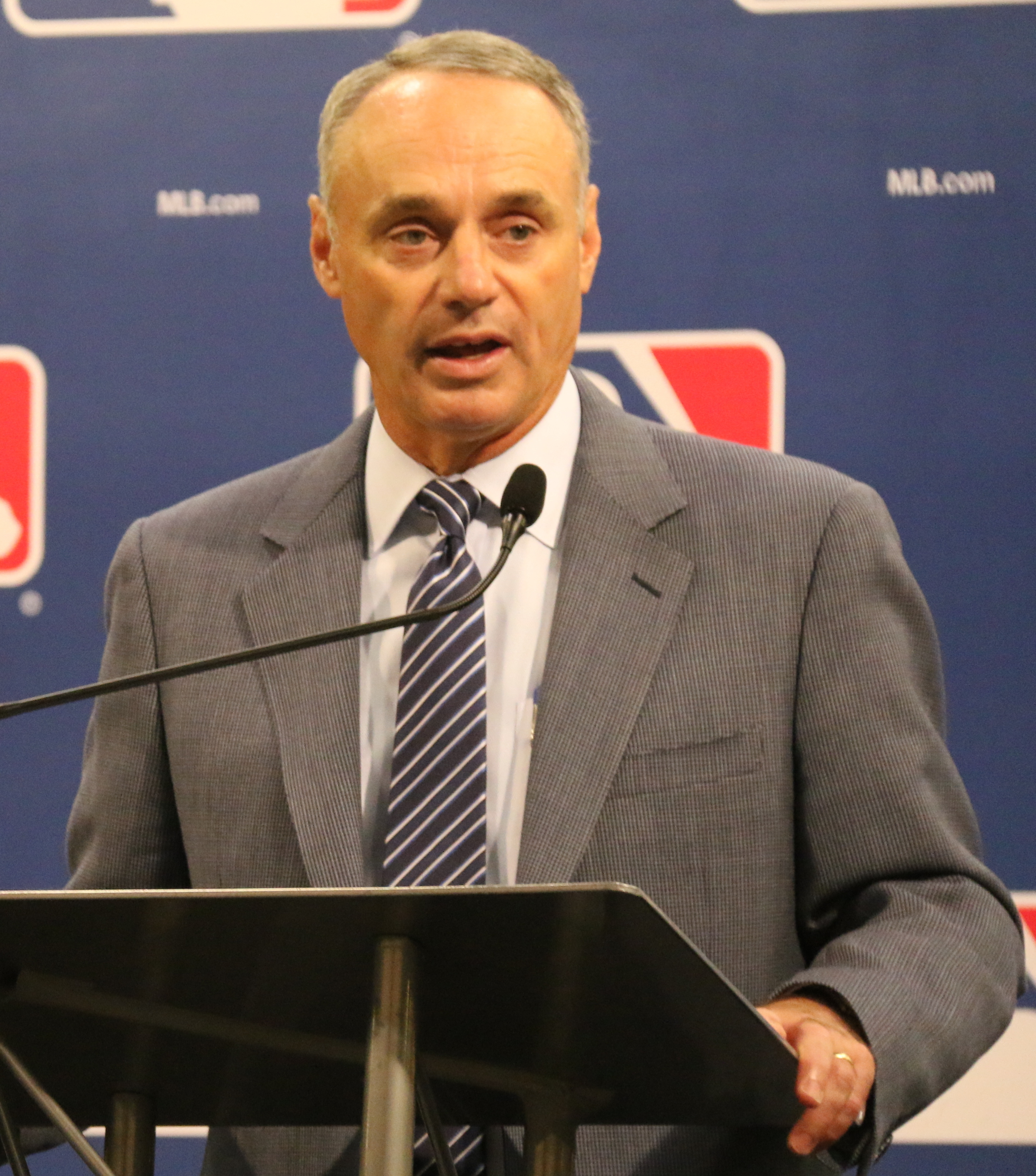
MLBコミッショナーのロブ・マンフレッド

アストロズのサイン盗み疑惑を報じる『ジ・アスレチック』の記事が公開された数日後、マンフレッドはMLBが「本当に、本当に徹底的な」調査を実施すると明言した。調査の間、アストロズが打者に球種を伝えるためのシステムを使用したことを証人が認めたと公表された。2019年12月、『スポーツ・イラストレイテッド』のトム・ベルドゥッチは、調査の対象は2018年シーズンにも拡大しており、MLBは7万通のメールを精査し、70人に取材を実施したと報じた。
2020年1月13日、マンフレッドは調査結果を発表し、アストロズが2017年のレギュラーシーズンとポストシーズン、そして2018年のレギュラーシーズンの一部でビデオカメラのシステムを用いたサイン盗みを行っていたことを確認した。報告書では、2017年シーズン最初の2か月で、当時ベンチコーチであったアレックス・コーラと、ベルトランを含む複数の選手がサインを盗むためのシステムの作成に取り組んだことが詳述された。1人以上の選手がダッグアウトの裏にあるモニターでライブ映像を確認し、サインを解読していた。選手たちは当初、拍手、口笛、大声などを試したが、ごみ箱をバットで叩くのが最も効率的であると判断した。音が1回または2回鳴った場合は変化球を、音が鳴らなかった場合は速球を表した。音を鳴らす方法に加えて、アストロズのスタッフが部屋でサインを解読して情報をダッグアウトに送り、それを二塁走者に伝えて、二塁走者が打者にサインを伝えるという方法も行っていた。選手はこの方法が他球団に見つかることを懸念しており、2017年9月の試合でホワイトソックスのファーカーがごみ箱の音に気付いたような素振りを見せたため、ダッグアウトでパニックになったと語る選手もいた。ファーカーの件の後、アストロズは壁掛け式のモニターを交換し、ポストシーズンでは携帯型のモニターを使用した。アストロズは2017年のポストシーズンでも同様の手段でサイン盗みを行っていた（一方で、マンフレッドは後に、ポストシーズンにも続けていたかどうかについては「相反する証拠」が存在すると述べた）。2018年にも、アストロズの選手は同シーズンの途中にもう効率的ではないと判断するまでサイン盗みを続けていた。調査では、リーグ優勝した2019年シーズンにはサイン盗みの証拠は見つからなかった。
アストロズはMLB規約の最高額である500万ドルの罰金を科され、2020年と2021年のドラフトで1巡目と2巡目の指名権を剥奪された。さらに、ルーノーとヒンチの2人には、プレーオフを含めた2020年シーズン全体の停職処分が下った。ヒンチの1年間の停職処分は、試合中の不正行為で監督に科された処分としては、野球史上最大級に厳しいものであった。
ルーノーは自身の関与を否定していたが、調査の結果、ごみ箱を叩く計画については知らなかったものの、リプレー映像を流す部屋でスタッフがサインを解読し、ダッグアウトに送っていたことについては「ある程度知っていた」ことが明らかになった。マンフレッドは、ルーノーは選手が計画に関与していたことは知らなかったものの、特に過去のサイン盗み問題を考慮すると、自ら進んで選手の行動について知るべきであったと判断した。マンフレッドによると、ルーノーはアストロズが規則に従うように「適切な措置」を講じていれば、サイン盗みは早ければ2017年9月にマンフレッドが出した覚書の時点で、遅くとも2018年3月にMLB競技運営最高責任者のジョー・トーリが出した、サイン盗みにテクノロジーを使用することを明確に禁じる覚書の時点では確実に阻止できていたはずであるという。マンフレッドは、GMは「球団の所有権によって定められた行動基準とMLBの規則の両方」に確実に従う責任があるため、ルーノーに「球団の行動に対する個人的な義務」があったと記した。
調査の結果、ヒンチはモニターを使用してサインを盗むことを認めておらず、その意思を示すため2度にわたってモニターを破壊していたことが判明した。しかし、ヒンチは2017年のワールドシリーズに進出するまで使用を続けることを許していた。マンフレッドはヒンチを批判し、監督は選手やコーチを直接管理する責任があるため、「ヒンチが積極的な行動をとらなかったことは正当化できない」とした。ヒンチは積極的な行動をとらなかったことに対する後悔を示したが、マンフレッドは監督の責任が問われなければならないと述べた。
選手は調査への協力と引き換えにMLBから免責を与えられたため、処分を受けなかった。マンフレッドは報告書の中で、非常に多くの選手が関与しているため、選手の責任の程度を決めることは「難しく、現実的ではない」と述べた。マンフレッドは、GMと監督には「選手が規則を理解し、それに従うようにする」責任があるとして、主にルーノーとヒンチに責任を負わせた。ルーノーとヒンチは今後、野球規則への「重大な違反」が認められた場合、野球界から永久追放されることが定められた。さらに、ルーノーは停職期間中に「マネジメントとリーダーシップの研修」を受けることが義務付けられた。

## 解任
MLBが調査結果を発表した数時間後、アストロズのオーナーであるジム・クレインは「両者とも主導したわけではないが、何か行動を起こすこともしなかった」として、ルーノーとヒンチを解任した。クレインは「街とフランチャイズに対するより高い基準」があるため、処分はMLBよりも厳しいものにしたと述べた。マンフレッドは報告書の冒頭で、クレインはこの問題の発覚に「非常に悩まされ、動揺させられた」が、全面的に協力したことを明言し、クレインの不正行為は否定した。
翌日の2020年1月14日、レッドソックスは、この問題に関与していた監督のコーラを解任したと発表した。調査の結果、コーラはサイン盗みの実行に深く関与していたほか、サインを解読するためにリプレー映像を流す部屋に立ち入っていたことが判明した。これらの調査結果に基づき、レッドソックスは、コーラが2020年シーズン以降もチームを効果的に率いることはできないと判断した。マンフレッドは、2018年のレッドソックスの優勝においてサイン盗みが行われたという別の調査が終わるまで、コーラに対する処分の決定を延期した。2020年4月22日、マンフレッドは2018年のレッドソックスに関する調査結果を公表した。レッドソックスのリプレー・オペレーターは、ポストシーズンを含む2020年シーズンの間停職処分となり、球団は2020年のドラフト指名権の2巡目を剥奪された。マンフレッドは、「アレックス・コーラは、2017年にヒューストン・アストロズでベンチコーチとして行った行為により、2020年のポストシーズン終了まで出場停止となる。〈レッドソックスのリプレー・オペレーター〉が行った行為の結果としてコーラにさらなる処分を科すつもりはないが（コーラがそれを知っていたかは不明なため）、2018年シーズンに適用されていたサイン盗みに関する規則を、レッドソックスの選手に対し効果的に伝えていなかったということは指摘する」と述べた。
2020年1月16日、ニューヨーク・メッツは前年11月に監督に就任したベルトランを解任したことを発表した。ベルトランは、当時アストロズに在籍していた選手の中で唯一、サイン盗みを主導したとして報告書において名前が挙げられていた。ベルトランは「チームのベテラン選手として、問題の重大性を認識し、起こった行動を心から後悔するべきだった。私は信念と誠実さを備えた人間だが、このことは私と家族にとって非常に重要なこれらの特徴を示せていなかった。本当に申し訳ない。これは父親、夫、チームメイト、教育者としての私の姿ではない」という声明を発表した。

## その後の告発と暴露
この報告と処分の後もサイン盗みに関する告発は続いた。MLBの報告から1週間のうちに、インターネット上では新たな臆測や噂が過熱した。ベルトランの姪を自称するTwitterアカウントは、アストロズの選手が盗んだサインを振動で伝えるためにブザー付きの電子機器を装着してプレーしていたと主張した。ベルトランの家族は、そのアカウントは偽物であると述べたが、実際は選手のアカウントではないかと推測する者もいた。ホセ・アルトゥーベは代理人を通して「MLB選手としてのプレー中に電子機器を身に着けたことは一度もない」と主張した。数日後、アルトゥーベはメディアに出演し、「一部の人によるでっち上げだ…私にとって最も良かったのは、MLBが調査して何も見つからなかったことだ」と述べた。ジョシュ・レディックは、ブザー装置を身に着けているというインターネット上の噂を「馬鹿げている」とし、アレックス・ブレグマンはブザーの噂は「愚か」なものと見なした。
2020年2月7日、『ウォール・ストリート・ジャーナル』のジャレド・ダイアモンドは、情報筋へのインタビューや、2020年1月2日にマンフレッドからルーノーに送られた書簡から得た、MLBの調査によって明らかになった未公表の詳細に関する記事を掲載した。この記事によると、サイン盗み問題の起源は2016年9月であり、フロントオフィスのスタッフが相手の捕手のサインを記録・解読し、それを走者に伝え、走者が打者へと伝えるという「コードブレイカー」と呼ぶプログラムについて、後にアストロズのチームオペレーションズ部門のシニアマネージャーとなるインターンのデレク・ビゴアがプレゼンテーションを行ったという。記事では、コードブレイカーはごみ箱を叩く計画が開拓された2017年6月に強化されたとも記載された。また、コードブレイカーはホーム球場とビジター球場の両方で行われ、2018年シーズンにも使用し続けたとアストロズの職員によって述べられている。サイン盗み行為はアストロズのフロントオフィス内で「ダーク・アーツ」（dark arts）と呼ばれていた。
ルーノーはMLBや声明ではサイン盗み行為への認識を否定していたが、ダイアモンドの記事で引用されたルーノーとアストロズ職員からのメールによると、ルーノーはサイン盗み行為を知っていただけではなく、むしろ乗り気であったという。その後の『ウォール・ストリート・ジャーナル』の記事で、ダイアモンドはトム・コッホ＝ヴェ―ザーというアストロズ職員が同僚に送ったメールを引用した。メールには、「『そのシステム』について電子媒体を使用して連絡することはあまりしたくないが、コーラ／シントロン／ベルトランは、昨年ブレグマン／ビゴアが始めた文化を推進しており、機能していると思う」「うまくいっているという根拠はないが、投手が傾いたり気を抜いたりするという、非常に良い秘密情報が得られる。その情報は、まだ得られていなかったとしても、選手が遂行に慣れれば、最終的には我々にとって有利に働く大きな結果がもたらされるだろう」と記されていた。記事では、マンフレッドは1月2日にルーノーに送った書簡の中で、「2017年のワールドシリーズの終了までに、アストロズの選手の大半または全員がこの計画に積極的に参加していた。…この計画はかなり蔓延していた」「証人は、アストロズのダッグアウトの中または周辺にいる全員がおそらくそのことを知っていたとたびたび説明している」と記したと報じている。2月の記者会見で、マンフレッドはダイアモンドに対し、「おめでとう。君は組織の職員に送った私信を入手した。君にとって良い報道だ」と皮肉を込めて言及した。
2020年2月11日、ローゼンタールとドレリッチは、2017年にアストロズに所属した匿名の選手6人へのインタビューをもとに、ベルトランをクラブハウスのリーダーや、サイン盗みの首謀者として描く記事を『ジ・アスレチック』に掲載した。記事によると、アストロズの選手数人がサイン盗みに伴う懸念について話し合い、捕手のブライアン・マッキャンはベルトランに止めるように求めた。選手の1人は、「彼はそれを気にかけず、強引に押し通した。もしあなたがアストロズの若くて多感な選手で、彼が『我々はこれをやる』と言ったら、どこへ進むだろうか？どうするだろうか？」と述べた。

## 反応

### アストロズの反応
ジョシュ・レディックは、MLBの報告の後、アストロズの選手として初めて取材に応じ、記者に「関係者全員にとって酷い」とし、「全員がしかるべき時が来たと感じたら、問題は対処されるだろう」と語った。アレックス・ブレグマンとホセ・アルトゥーベは、調査報告が発表された週に実施されたアストロズのファン・フェスティバルでメディアの前に現れた。ブレグマンはこの問題について対応するよう記者から何度も求められたが、「コミッショナーが報告書を出し、決断を下し、アストロズも決断を下した。私はこれ以上コメントすることはない」と同じフレーズを繰り返した。アルトゥーベはブレグマンよりも口数は多かったが、コメントするには時期尚早であるとして、「その件についてコメントする時はいつか来ると思う」と述べ、アストロズがワールドシリーズに再び出場することを誓った。
ブレグマンとアルトゥーベのコメントが批判された後、クレインは、スプリングトレーニングで球団が記者会見を開き、そこで全選手が「起きたことに謝罪して、許しを請い、前に進む」ことを約束した。2019年の全米野球記者協会の宴会に出席したジャスティン・バーランダーは、2019年のサイ・ヤング賞受賞のスピーチで、アストロズについて「皆が知るように、彼らは技術的にも分析的にも非常に進歩している」と述べ、観衆からブーイングと笑いが起こった。
ダラス・カイケルは、2017年にアストロズに所属した選手の中で、初めてこの問題に関して公の場で謝罪した。カイケルは2020年2月、新しく入団したシカゴ・ホワイトソックスのファン集会で、「それが紛れもなく当時の野球の状態だった。規則に違反していたか？ そうだ。私は個人的に、起こった全ての事態について申し訳なく思っている」と述べた。マーウィン・ゴンザレスは、2017年にアストロズに所属した野手として初めて公の場で謝罪した。ゴンザレスは、ミネソタ・ツインズでのスプリングトレーニング中にメディアに対し、「2017年に起きたこと全て、チームとしてやったこと全て、そしてこれにより直接影響を受けた選手について罪の意識を感じる」と述べた。ジョー・マスグローブは2017年のワールドシリーズの優勝について、「汚されたとは言いたくないが、そうだと思う」と語った。
アストロズの元打撃コーチのデーブ・ハジェンスも、サイン盗みについて認識していたもののそれを止めようとはしなかったことを認め、謝罪した。ハジェンスは、ベルトランがこの計画の首謀者の1人であったことも認めた。
ヒンチは2020年2月にMLBネットワークで放送されたベルドゥッチとのインタビューに応じ、解任後初めて公の場でコメントした。ヒンチは、自分は指導者として失格であり、2017年時点では選手に止めさせようとする自信がなかったと述べた。ベルドゥッチは、アストロズが次の球種を伝える方法を、ごみ箱を叩く方法からユニフォームの下にブザーを装着する方法に変更したという疑惑についてヒンチに尋ねた。ヒンチは明確には否定せず、「我々は3か月間調査を受け、コミッショナー事務局は、誰もが想像できる限りの徹底的な調査を実施した。私は彼がメール、テキスト、メッセージについて言及したことは知っている。そして、彼を信じている」と主張した。この発言が問題から逃れようとしていると疑問視されたため、ヒンチは数日後に声明を発表し、「誤解のないように言うと、私は野球においてそのような機器が使われているのを一度も見たことがない。アストロズ、選手、その他のチームでそのような機器が存在したり、使用されたりしたというのは聞いたことがない。…トムとのインタビューでは、調査が徹底的なものだったためにコミッショナーの報告書を証拠として認識したのであって、意図的に回答しなかったり、質問から逃れようとしたりしたのではない」と明言した。
2020年2月13日、アストロズはフロリダ州ウェストパームビーチのスプリングトレーニング施設でこの問題に関して記者会見を開いた。ブレグマンは、「チーム、経営陣、そして私が下した選択について、本当に申し訳なく思う。このことから学び、野球ファンからの信頼を取り戻したい」と述べた。アルトゥーベは、「特にファンと野球という競技に与えた影響について深く反省している」と述べた。クレインと新監督のダスティ・ベイカーがメディアからの質問に回答したが、記者会見はクレインの回答が批判されるなど、記者から酷評された。
記者会見の後、クラブハウスが報道陣に公開され、選手は発言の機会が設けられた。コレアは、「2017年に我々が行ったことは全て間違っていた。我々はこれを支持しない。組織として我々が表したいことではない。我々は間違いなく全てにおいて間違っており、本当に申し訳なく感じている。我々は選手のキャリアや試合に何らかの形で影響を与えており、振り返ってみると、実に酷いものだった」と述べた。しかし、コレアはベルトランが計画の首謀者であり、他の選手に強要していたという報道を強く否定した。ブレグマンは恥ずかしく思い、信頼を取り戻すために「一生懸命働く」と誓った。アルトゥーベは、「良かったと言うつもりはない。間違っていた。我々は後悔しているし、深く反省している。既に言った通り、ファンや競技に与えた影響について後悔している」と述べた。2017年シーズン途中にトレードで加入したバーランダーは、「もっと言っていればよかった。振り返っても、後戻りすることはできないし、決断を覆すこともできない。もっと言っていればよかったが、そうしなかった。その点について申し訳なく思う」と述べた。
2017年に9月にアストロズに昇格し、レギュラーシーズンで17試合に出場したトニー・ケンプは、昇格後すぐにサイン盗み計画に参加したいか問われたものの断った。ケンプは「9月にそこに行ったときには既にシステムは整っており、私は自重しながら懸命にプレーして、そのことについてあまり気にしないようにするだけだった」と述べた。
コレアはローゼンタールとのインタビューの中で、ドジャースの選手コディ・ベリンジャーが「アルトゥーベは2017年にMVPを（次点の）アーロン・ジャッジから盗んだ」と発言したことに触れ、「（ベリンジャーは）文字が読めないか、読解力がひどく低いか、あるいは単に何も知らされていないかだ。事実を知らないなら黙ってろ」とベリンジャーを罵倒した。また、コレアはごみ箱を叩く計画に反対していたとしてアルトゥーベを擁護し、「ごみ箱が彼の許可なく叩かれたことが何度かあった。彼はクラブハウスやダッグアウトの中のごみ箱を叩いている人のところへ行き、腹を立てていた。彼は怒っており、『こんなことは求めていない。こんな方法では打てない。私にはそういうことはするな』と言っていた。彼はクリーンなプレーをしていた」と述べた。コレアによると、レディックやケンプもごみ箱を叩くことに反対していたという。コレアは、2017年のワールドシリーズの優勝はサイン盗みをしていない正当なものであったとも主張した。
2017年シーズンにアストロズでクローザーを務めたケン・ジャイルズは、サイン盗みのことは知らなかったと主張し、ワールドシリーズのチャンピオンリングを返還することを厭わないと述べた。ジャイルズは「何を求められても、全て応じるつもりだ。当時行われていたことは良いことではなかったからだ」と述べた。2017年シーズンにアストロズでプレーした投手のコリン・マクヒューはサイン盗みのことを知っていたと話し、それに従っていたことに対して後悔の念があると述べた。マクヒューは「自分が信じていること、正しいと信じること、間違っていると信じることを守る意志が必要だ。そして、私を含め、あの時チームにいた多くの選手が今振り返って、以前自分たちが思っていたのと同じくらい、あの時に勇敢だったらよかったと思っている。2017年に我々と対戦した投手の立場になると、うちの打者がその任務をより厳しいものにしていたということになり、受け入れがたい事実だ。私は彼らに同情し、その怒りを分かっている。彼らが頭に来て、腹を立てることを理解している」と述べた。

### MLBの反応
調査中、『ジ・アスレチック』のモリー・ナイトは、2017年にアストロズ戦で失点した直後にマイナーリーグベースボールに降格したり、DFAとなったりした投手を9人割り出し、連絡をとろうとした。そのうち4人が匿名を条件に取材に応じ、3人は自分の結果は自分のパフォーマンスが原因であるとし、1人はアストロズの選手がホーム球場の打席でより快適なように見えるのは、この疑惑によるものであると考えた。残りの5人の投手は連絡がとれなかったか、コメントを控えた。
オフシーズンの間、この問題について公にコメントする選手もいた。ESPNのバスター・オルニーは、アストロズの選手の中には不正行為をしていないことを証明するために他の選手に連絡をとる者もいたが、報告書の公表後、人間関係が壊れ、アストロズの選手に対する「大きな怒り」を感じる選手もいたと報じた。オルニーは後に「球界の経営幹部は、選手同士がこれほど広範囲かつ厳しく非難し合ったという状況を思い出せない。ステロイドによる処分でも、乱闘でも、選手を負傷させたスライディングでも」と記した。2月にスプリングトレーニングが始まると、選手からの怒りの声は高まった。多くの選手が、特にキャンプ開始時の記者会見後にアストロズを批判した。
アメリカンリーグで過去3度のMVPを受賞しているマイク・トラウトは、「野球界にとって残念なことだ。辛い。彼らは不正をした。選手への処分が何もないというのは同意できない。これは選手が主導したことだ」と述べた。トラウトは、アストロズの選手数人が個人的にこの問題について話してくれたが、「何人かに対する尊敬が失われていった」とした。2017年にアメリカンリーグ最優秀新人選手賞を受賞したヤンキースの選手アーロン・ジャッジは、アストロズのタイトルを剥奪し、関与した選手を処分するべきであると主張した。ジャッジは2017年のワールドシリーズ優勝について「全く価値がないと思う。不正行為であり、自らの力で得たものではない」と述べた。
2017年のワールドシリーズでドジャースの先発投手として2試合に登板し、ともに敗戦投手となったダルビッシュ有は「オリンピックで選手が不正を働いたら金メダルはもらえないだろう？ でも彼らは未だにワールドシリーズのタイトルを保持している。奇妙だ」と述べた。ダルビッシュはコレアがベリンジャーを罵倒したことに言及して、「彼らは不正を働いたのだから、今は何も話すべきではないと思う。仕事を失った者もいる。彼らはもっと謝罪の意を伝えなければならない。彼らからは何も感じない」と批判した。投手のトレバー・バウアーはアストロズを批判し、この問題に関する質問に8分にわたって回答した。バウアーは「彼らが偽善者であるという事実、詐欺師であるという事実、他者や競技そのものから多くを奪ったという事実を忘れさせない」と述べた。バウアーは、この問題は1919年に起きたブラックソックス事件と同程度であるとも述べた。投手のマイク・クレビンジャーは、アストロズは「恥じる」べきであり、「彼らは我々を直視できると思うべきではない」と述べた。
元MLB選手のダグ・グランビルは『ジ・アスレチック』の記事で、サイン盗み計画は打者にしか利益をもたらさないため、投手のファイヤーズが問題を暴露したのは「必然」であると記した。グランビルは、「それを利用していたチームの投手だとしても、本心ではこのようなテクノロジーを使ったサイン盗みのスパイ行為は好まない。確かに忠誠心をもつチームメイトもいるが、リーグの他の投手と団結するプロとしての身分にいるのだ」と主張した。
他のMLB球団の幹部や選手の多くは、選手への処分がないことに不満を抱いていた。ESPNのジェフ・パッサンによると、マンフレッドが電話会議で処分を明確に説明した際に、不満を表した幹部もいたという。ある球団社長はパッサンに対し、自分はこの問題は「（アストロズの）フランチャイズの未来を守るために計画された」方法で処理されたと話した。報告書が公表される週に声明を発表した球団はドジャースのみであるが、MLBに処分のことや「2017年のワールドシリーズ中の不正行為全て」にコメントしないように命じられたとだけ述べられた。アメリカ野球殿堂表彰者のハンク・アーロンは、この処分は犯した罪と見合っていないとしたうえで、「このようなことをした者は皆、野球界から永久追放されるべきだと思う」と述べた。通算安打数のMLB記録保持者で、監督在任中に野球賭博を行ったため野球界から永久追放処分となったピート・ローズは、この問題を受けて、自身の永久追放処分はアストロズの選手が処分を受けなかったことと比較すると厳しすぎるとして復権を求めた。
一方、殿堂入り投手のペドロ・マルティネスは、アストロズ退団後にこの問題を暴露したファイヤーズを「クラブハウス内で起こったことはクラブハウス内で留めるものであり、ファイヤーズはそのルールを破った」として批判した。メッツのアドバイザーでESPNの解説者でもあるジェシカ・メンドーサも疑惑を公表したファイヤーズを批判した。ファイヤーズを批判したことについて自身が批判された後、メンドーサはこの発言を撤回し、ファイヤーズはMLBに密告するべきであったと述べた。
ナショナルズの捕手カート・スズキは、「ああ、そうだ、疑いようがない。ダッグアウトの中から聞こえた。口笛が聞こえた」と、アストロズが2019年のワールドシリーズでも不正行為をしていたと信じていると述べた。ナショナルズGMのマイク・リゾは、2019年にアストロズがリーグ優勝を果たした後、「彼らに勝つ方法やプレーする方法について、たくさんのボランティアから電話がきた」と述べた。また、リゾは2020年のスプリングトレーニングの開始時に、大半のメディアがワールドシリーズで優勝したナショナルズではなく、アストロズに注目していることに対して不満を表した。
捕手のジョナサン・ルクロイは、2018年にアストロズのサイン盗みについて、新しくチームメイトとなったファイヤーズから聞いて知ったと明かした。これにより、ルクロイはアストロズとの対戦に備えて、より複雑なサインのパターンを作り出した。ルクロイは、「球界の全員、特に彼らとディビジョンシリーズで対戦した全員（が知っていた）。しかし、我々は皆、アストロズがそういうことをしていたということを知っていたなら、彼らを出し抜くのは我々の役目だったと言えるだろう」と述べた。また、ルクロイはオークランド・アスレチックスがアストロズの件をMLBに告げていたが、2019年11月にファイヤーズがこの問題を公然と暴露するまで何も調査が行われなかったとも言及した。アスレチックスGMのデビッド・フォーストは、調査の前にMLBに苦情を出していたことを認めた。
2月16日に放送されたESPNのカール・ラビッチとのインタビューで、マンフレッドはアストロズの選手を処分しないという自身の決断について釈明した。マンフレッドは、今までにタイトルが剥奪された事例はなく、仮に選手に処分を科していたら、選手会から苦情が出ていた可能性が高いと主張した。マンフレッドは、ルーノーが2017年の覚書をアストロズの選手に正式に告知していなかったため、選手に責任を押し付けることは難しいと考えた。

### 世間の反応
2020年1月、ロサンゼルス市議会はアストロズの2017年のワールドシリーズのタイトルを剥奪し、ドジャースに与えるようMLBに求める決議を可決した。イリノイ州の下院議員ボビー・ラッシュ (英語版)は、下院監視・改革委員会の委員長に対し、MLBの対応とともにこの問題に対する議会の調査を開始するよう求める書簡を公表した。
アストロズのファンのトニー・アダムズは、2017年にミニッツメイド・パークで行われた58試合の投球でごみ箱を叩く音が聞こえる回数を記録したデータを公開した。アダムズは、アストロズの打者に投げられた8274球のうち、1143球でごみ箱が叩かれた証拠を発見した。レギュラー出場する野手のうち、ごみ箱を叩く音はゴンザレスの打席中に最も多く、アルトゥーベの打席中には最も少なかった。
ドジャースファンのグループ「Pantone 294」は、2020年にドジャースがアストロズと対戦する予定がないことから、4月3日に行われるロサンゼルス・エンゼルスのホーム開幕戦であるエンゼルス対アストロズの試合のチケットを2700枚以上購入し、アストロズを冷やかした。
2020年2月、作家のブレンダン・ドンリーは、アストロズのシーズンについて投稿する「2020 Astros Shame Tour」というTwitterアカウントを開設した。ドンリーはアストロズの選手が死球を受けたり、ファンに野次を飛ばされたりする動画を投稿した。このアカウントは開設から2週間で11万6000人以上のフォロワーを獲得した。ドンリーは、アストロズの不正行為について「私が子供の時のステロイド時代と全く同じ気持ちだ。騙されたように感じる。ただただうんざりする。きちんと謝罪するか、適切な罰を受けて償ってほしい。この2つはいずれも行われていない」と述べた。

#### 世論調査
ESPNは2020年1月16日と17日に、810人のMLBファンを含む成人1010人を対象に、この問題について問う世論調査を実施した。成人の48％がアストロズの選手はペナルティが科されるべきだと回答し、72%がサイン盗みに関与した選手を罰するためにMLBが追加の手順を踏むことを支持すると回答した。MLBファンの61%がこの問題の経過を注視していると回答し、86%が状況は「深刻」であると回答した（「非常に深刻」と回答した57%を含む）。成人の49%がステロイド問題はサイン盗み問題よりも深刻であると回答したが、44%はサイン盗み問題はピート・ローズが監督在籍時に行った野球賭博よりも深刻であると回答した。成人の74%とMLBファンの76%は、大半のチームがサイン盗みのためにテクノロジーを使用していたが、アストロズとレッドソックスしか処分されなかったと回答した。成人の54%は、この問題によってMLBへの見方は変わらなかったと回答し、60%はMLBの試合を観戦する見込みに変化はなかったと回答した。
シートン・ホール大学はこの問題について693人の成人を対象にした世論調査を発表した。回答者の54%は、マンフレッドは選手に処罰を与えるべきであったと回答し、17%はそうすべきではなかったと回答した。49%はマンフレッドの調査は「隠蔽」であったと回答したのに対し、14%は不正行為を罰するための真剣な取り組みであったと回答した。回答者の70%は、MLBの問題に対する対応が野球を見る意欲に影響を与えなかったと回答したが、17%は意欲が減少したと回答し、7%は意欲が増加したと回答した。

### 訴訟
MLBが出資するスポーツ賭博サイト『ドラフトキングス』のユーザー2人は、MLBが『ドラフトキングス』とのスポンサー契約を通してファンが試合に賭けることを奨励する一方で、「（『ドラフトキングス』の）参加の基礎となる競技の公正さ・誠実さを保証」しなかったと主張し、それぞれMLBに対して提訴した。

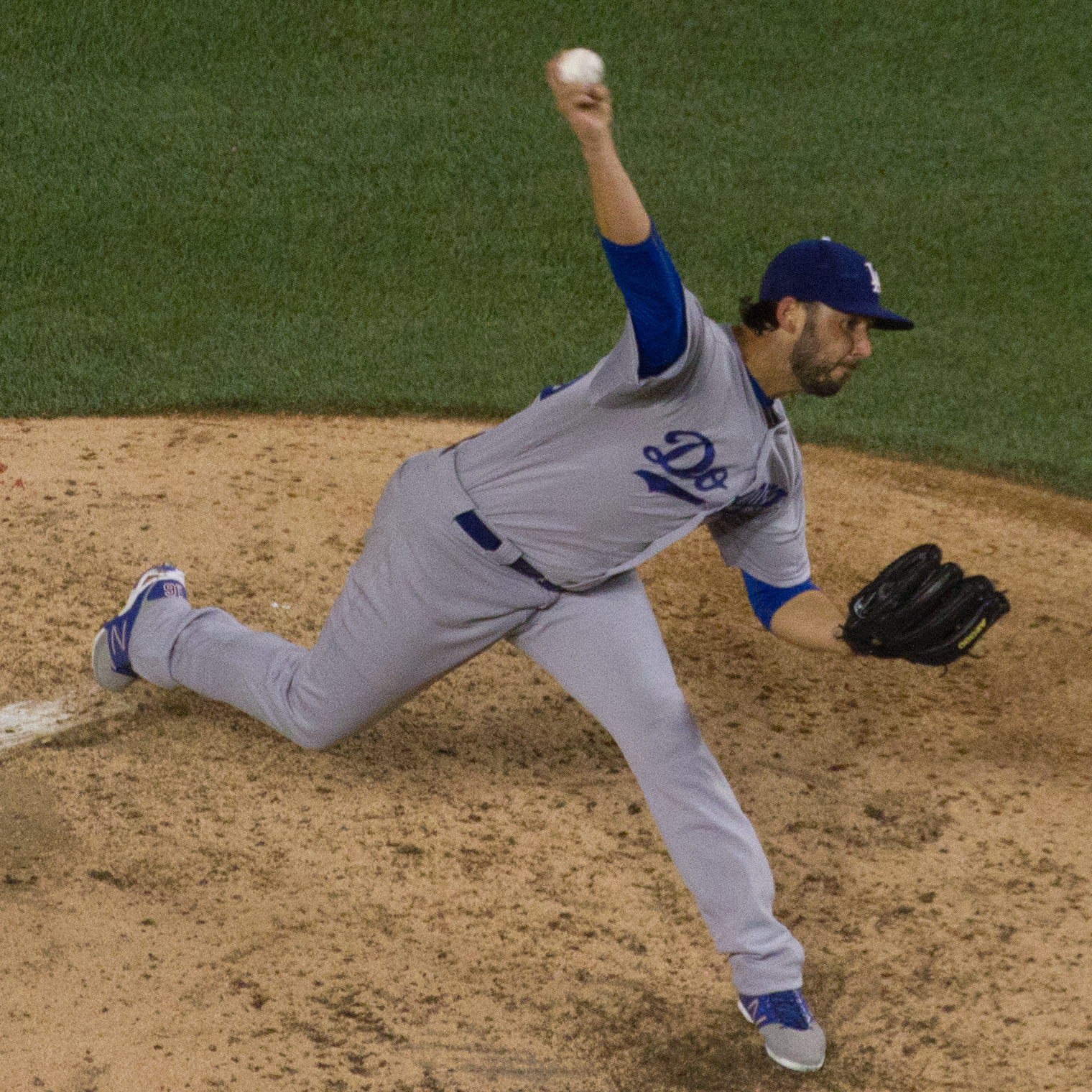
マイク・ボルシンガー（2015年）

2020年2月、元MLB投手のマイク・ボルシンガーは、2017年に自身がトロント・ブルージェイズに所属していた際に、アストロズがサイン盗みをしていたとして、ロサンゼルス上位裁判所に対し訴訟を起こした。ボルシンガーは2017年8月4日のアストロズ戦で一死しかとれず4失点した後マイナーリーグへ降格となり、その後MLBに復帰することはなかった。ボルシンガーは、アストロズが不当なビジネス手法、過失、契約上・経済上の関係への意図的な干渉に携わったことで、自身のキャリアの行方を変えてしまったと主張した。ボルシンガーは損害賠償を求めているほか、アストロズが2017年のワールドシリーズ優勝で得たボーナス3100万ドルを没収し、ロサンゼルスの慈善団体と、資金援助を求める元野球選手への基金に充てることも求めた。ボルシンガーは『ワシントン・ポスト』に「アストロズは、マウンド上での自分の未来を決める機会を私から奪った。もし私が未熟だったせいで失敗したのなら、それは私の責任だ。それは我慢できるだろう。しかし、不正行為とそれが最終的に私の家族に与えた損害について考えると、許容し難い」と寄稿した。2021年3月、証拠不十分として訴訟は破棄された。
2020年2月、テキサス州ハリス郡の裁判所に、今シーズン・昨シーズンのシーズンチケット所有者を代表して、アストロズに対する3件の訴訟が起こされた。いずれの裁判でも、シーズンチケット所有者は、フィールドでのプレーは自らが信じるものではなく、また球団はサイン盗みで得た成功をもとにシーズンチケットの価格を値上げしたため、サイン盗み問題によって騙し取られたと主張した。訴訟が起こされた翌週、アストロズ傘下チームのコーパスクリスティ・フックスは、アストロズに対して訴訟を起こした弁護士ボブ・ヒリアードのシーズンチケットを無効にした。
2020年11月8日、元アストロズGMのルーノーは、アストロズのオーナーのクレインとMLBコミッショナーのマンフレッドがサイン盗み問題の罰則を交渉したことで、収入保証の2200万ドル以上を節約するために、球団がルーノーを組織のスケープゴートにし、GMを解任することを可能にしたとしてアストロズを訴えた。2021年2月、両者が「意見の相違を解決」したため、訴訟は棄却された。

## 影響とその後

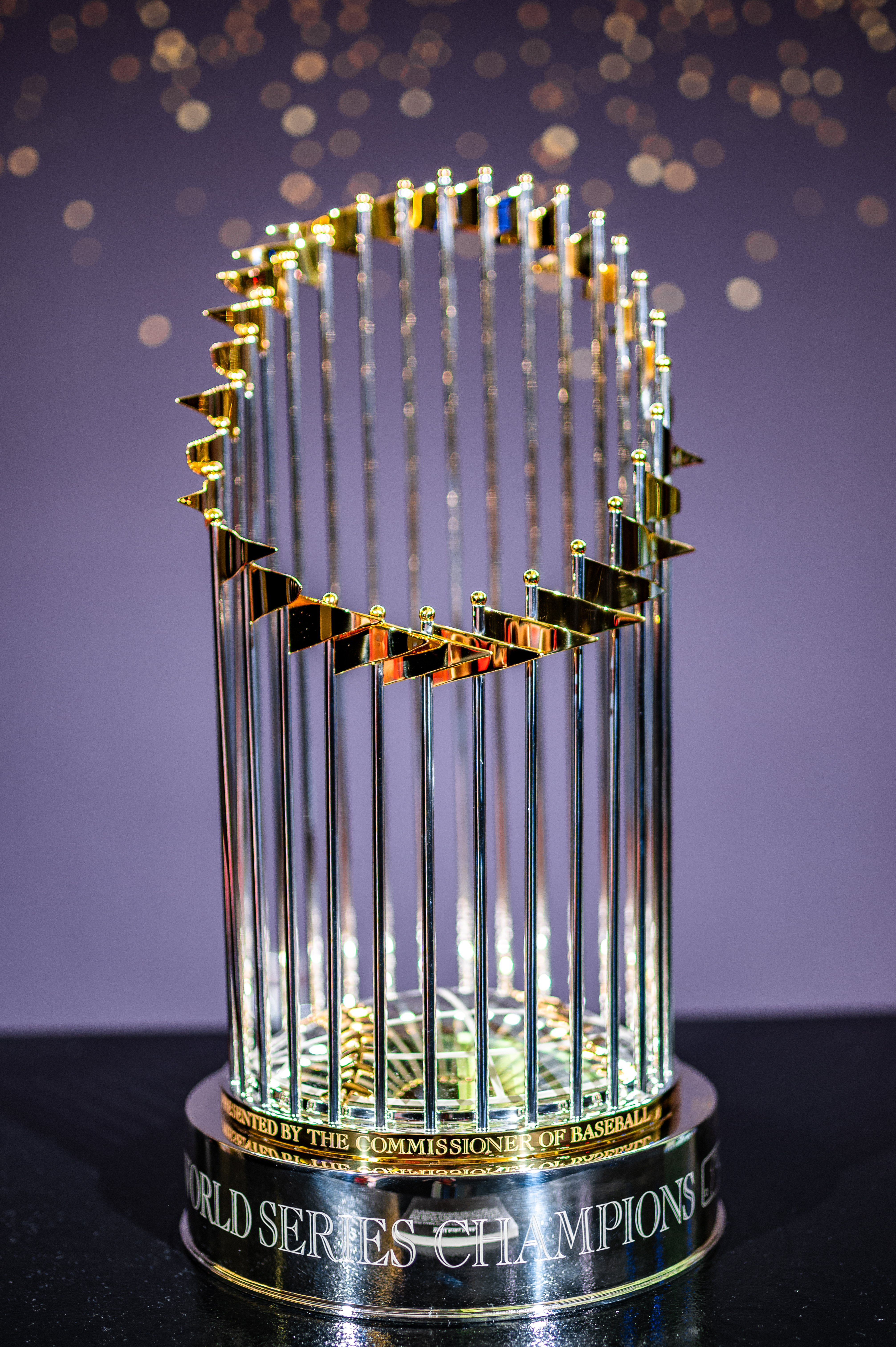
コミッショナーズ・トロフィー

この問題を受けて、クレインとルーノーのもとでのアストロズ全体の文化に対する精密な調査が実施された。『アトランティック』のジェレミー・ベヌークは、アストロズは「グラウンドでのわずかな利益のために競技の人間的要素を犠牲にするという、非情で何が何でも勝つという精神で名声を築いた」と表現した。また、2014年にビデオ判定が導入されたことで、MLBの30球団全てが即座に判定に異議を唱えるかどうか決定するためにビデオ判定用の部屋を設置するようになったことなど、テクノロジーが試合を支配していることが疑問視された。マンフレッドのコミッショナーとしての統率力や、選手への処分やクレインへの制裁を行わないという決断に対して疑問に思う者も存在した。マンフレッドは2月の記者会見でアストロズの選手への処分を行わないという自身の決断を擁護し、コミッショナーズ・トロフィーは単なる「金属片」で剥奪する必要はないと表現したことで、選手から強く批判された。
2020年シーズンの間、選手とコーチはリプレー映像を流す部屋への入室が制限された。ヒンチに代わって新しくアストロズの監督に就任したダスティ・ベイカーは、他球団の一部の投手からの明白、または遠回しな脅迫があったことを受け、相手投手がアストロズの打者へビーンボールを投げることを防ぐようMLBに要請し、マンフレッドはこの件について各球団に覚書を送ると述べた。アストロズに対する報復を求める他球団の選手も存在しており、2020年シーズンのスプリングトレーニングでの最初の5試合で、7人のアストロズの選手が相手投手からの死球を受けた。
2020年には新型コロナウイルス感染症の世界的流行により、MLBのシーズンは60試合に短縮され、試合も無観客で行われたため、一連の問題の影響は小さくなっていった。2020年7月の試合では、ドジャースの投手ジョー・ケリーがアストロズの打者カルロス・コレアに対しビーンボールを投じ、挑発したことで、両チームの選手がベンチから飛び出し口論に発展した。アストロズは2020年のレギュラーシーズンで29勝31敗を記録し、アメリカンリーグ西地区で2位となった。その後、アメリカンリーグチャンピオンシップシリーズに進出したが、3勝4敗でタンパベイ・レイズに敗れた。
2020年のワールドシリーズの後、出場停止処分が解除されたヒンチはデトロイト・タイガースの監督に就任した。同様に2020年シーズンの間出場停止処分となっていたコーラは、2021年シーズンからレッドソックスの監督に復帰した。
2021年シーズンには球場に観客を入れて試合ができるようになったことで、開幕戦ではオークランド・アスレチックスのファンがサイン盗み問題やごみ箱について書いたボードを試合中に掲げ、選手を執拗にブーイングした。同年4月上旬に行われたロサンゼルス・エンゼルスとの試合では、観客がウォーニングゾーンに向かってごみ箱を投げつけた。試合後、アストロズ監督のベイカーはファンの行動を批判し、チームは既に過去の過ちを償っていると述べた。5月のヤンキースとの試合中、多くのヤンキースファンがアストロズの選手に対してブーイングをした。5月25日、一連の問題が起こってから初めて、満員の観客が入ったミニッツメイド・パークでドジャースとの試合が行われた。ドジャースファンは試合中、アストロズの選手とファンの両方に野次を飛ばした。8月3日、アストロズはこの問題が発覚してから初めてドジャー・スタジアムでドジャースと対戦した。球場とリーグ職員は、アストロズに対する観客の言動を想定し、警備を強化した。2021年のMLBの試合で最も観客数が多かったこの試合では多くの野次が飛ばされ、スタンドではファン同士の喧嘩が起きた。この年、アストロズは2年ぶりにリーグ優勝を果たしたが、ワールドシリーズではアトランタ・ブレーブスに敗れた。
MLBは2022年シーズンの開始前に、サイン盗みの防止や試合時間の短縮を目的として、捕手や投手が次の球種やコースを無線で送信する機器であるピッチコムを導入した。アストロズは2022年のワールドシリーズでフィラデルフィア・フィリーズを破り、2017年以来5年ぶり2度目のワールドシリーズ優勝を果たした。
2023年6月、マンフレッドはアストロズの選手に処罰を与えないとした自身の決断について「おそらく最良の決断ではなかった」と振り返った。

## サイン盗みの効果
『ザ・リンガー』に掲載された調査では、投球の直前に球種を知らされることが実際に打者に対して有利に働くという証拠はないという結論に至った。記事では不正なサイン盗みが行われた過去の事例について、2017年と2018年のアストロズを中心に取り上げた。その結果、ゴンザレスには恩恵があった可能性がある一方で、サイン盗みの首謀者とされるベルトランには全く恩恵がなく、全体としては打者への恩恵はなかったことがわかった。『ベースボール・プロスペクタス』の調査でもほぼ同じ結論に至り、アストロズはこの計画による得点は全くなかったとしている。デューク大学の2人の社会心理学者によって行われた研究でも、サイン盗みが行われた試合で安打数や得点数が大幅に増えたわけではないとして、アストロズはサイン盗みによる恩恵を受けなかったという結論を下した。